# كراسنوزنامينسك
كراسنوزنامينسك (بالروسية: Краснознамёнск) هي إحدى مدن روسيا في الكيان الفدرالي الروسي كالينينغراد أوبلاست.